# منیزیم مونوپروکسی‌فتالات
منیزیم مونوپروکسی‌فتالات (MMPP) یک پراکسی اسید محلول در آب است که به عنوان عامل اکسنده در سنتز آلی کاربرد دارد. مهمترین موارد کاربرد این ترکیب عبارت است از: تبدیل کتون‌ها به استرها (اکسایش بایر–ویلیگر)، اپوکسیدشدن آلکن‌ها (واکنش پریلژااف)، اکسایش سولفیدها به سولفوکسیدها و سولفون‌ها، اکسایش آمین‌ها جهت تولید آمین اکسیدها، و تفکیک اکسایشی هیدرازون‌ها.